# 山药蛋派
山药蛋派，中国当代文学流派，又叫山西派、赵树理派、火花派。1940年代起，以赵树理为代表的山西作家以乡村生活为描写内容，故事叙述口语化，具有趣味性，倡导民族化、大众化的艺术风格表现农村生活，形成的一个文学流派。

## 历史
20世纪40年代，一批作家如马烽、西戎等受到《在延安文艺座谈会上的讲话》和“赵树理方向”的影响，以赵树理为中心，自觉向赵树理创作风格靠拢，逐步形成了一个文学流派。20世纪50年代中期，这些作家先后回到山西工作，且先后担任山西文艺界高级领导职务。同时，1956年7月，周扬在山西提出有意识地发展文学流派，成为“山药蛋派”创建的开端。1958年6月，《文艺报》第11期刊出“山西文艺特辑”，赵树理被纳入山西作家群中，“山药蛋派”正式成形。
1979年，李国涛在《光明日报》发表《且说“山药蛋派”》，因该派作家作品有深厚的生活气息和地方色彩，就像山西盛产的山药蛋（马铃薯），在书面上给这流派正式命名为“山药蛋派”。

## 代表作家
- 赵树理
- 马烽
- 西戎
- 孙谦
- 李束为